# Çiçeklidüz, Akçaabat
Çiçeklidüz là một xã thuộc huyện Akçaabat, tỉnh Trabzon, Thổ Nhĩ Kỳ. Dân số thời điểm năm 2011 là 671 người.